# Electronic Sports World Cup
L'Electronic Sports World Cup (abbreviato in ESWC) è un campionato professionistico internazionale di videogiochi. Ogni anno i vincitori delle selezioni nazionali organizzati in tutto il mondo, si guadagnano il diritto di rappresentare la propria nazione alle finali dell'ESWC.
L'ESWC era in precedenza organizzato da una azienda francese chiamata Ligarena, che ospitava piccoli eventi LAN in Francia con il nome di LAN Arena. Nel 2003 Ligarena ha finalmente deciso di espandersi su larga scala, facendo nascere l'ESWC. Nel 2005, Ligarena è diventata Games-Services. Nel 2009, l'ESWC è stato rilevato da un'altra azienda francese, la Games-Solution.
Il premio totale elargito dal 2003 ad oggi è stato di 1.721.000 dollari.

## Finali

### 2003
| 2003                            | Gold                     | Silver                      | Bronze                      | 4th                   |
| Counter-Strike                  | [9]                      | zEx                         | SK Gaming                   | GoodGame              |
| Warcraft III: The Frozen Throne | Alborz "HeMaN" Haidarian | Fredrik "MaDFroG" Johansson | Antoine "FaTC" Zadri        | Yoan "ToD" Merlo      |
| Unreal Tournament 2003          | Christian "GitzZz" Hoeck | Björn "zulg" Sunesson       | Jonathan "Fatal1ty" Wendell | Aaron "Lotus" Everitt |
| Quake 3                         | Anton "Cooller" Singov   | John "ZeRo4" Hill           | Alexey "LeXeR" Nesterov     | Pelle "fazz" Söderman |
| Counter-Strike Donne            | SK Gaming                | Femina Bellica              | Denmark Girls               | To Hell Angels        |

### 2004
| 2004                            | Gold                              | Silver                       | Bronze                      | 4th                         |
| Counter-Strike                  | Titans                            | spiXel                       | Virtus.pro                  | The Stomping Grounds        |
| Warcraft III: The Frozen Throne | Dae Hui "FoV" Cho                 | Fredrik "MaDFroG" Johansson  | Alborz "HeMaN" Haidarian    | Jung Hee "Sweet" Chun       |
| Unreal Tournament 2004          | Maurice "BurningDeath" Engelhardt | Christian "GitzZz" Hoeck     | Laurens "Lauke" Pluijmakers | Nicola "Forrest" Geretti    |
| Quake 3                         | Sweden                            | United States                | Russia                      | Belarus                     |
| Counter-Strike Donne            | Team all 4 one                    | Ladies.AMD                   | New4\|eibo                  | Les Seules                  |
| Pro Evolution Soccer 3          | Samad "Samsam" Baism              | Marcel "Xside" Waulke        | Chen Zhiliang               | Wang Zaoxing                |
| Painkiller                      | Sander "Vo0" Kaasjager            | Alessandro "Stermy" Avallone | Michael "Dr.Moerser" Froese | Jonathan "Fatal1ty" Wendell |

### 2005
| 2005                            | Gold                         | Silver                    | Bronze                      | 4th                              |
| Counter-Strike                  | compLexity                   | SK Gaming                 | Mousesports                 | Lunatic-hai                      |
| WarCraft III: The Frozen Throne | Manuel "Grubby" Schenkhuizen | Andrey "Deadman" Sobolev  | Seo Woo "ReiGn" Kang        | Li "Sky" Xiaofeng                |
| Unreal Tournament 2004          | Michael "winz" Bignet        | Markus "Falcon" Holzer    | Laurens "Lauke" Pluijmakers | Michele "DevilMC" Esposito       |
| Quake 3                         | Anton "Cooller" Singov       | Paul "czm" Nelson         | Magnus "fojji" Olsson       | Jason "socrates" Sylka           |
| Counter-Strike Donne            | Girls Got Game               | Ladies.AMD                | x6tence.AMD                 | Beat off The Best                |
| Pro Evolution Soccer 4          | Badr "ArabianJoker" Hakeem   | Mike "Mike" Moreton       | Raúl "Legre" Alegre         | "Zhao_Hang"                      |
| Gran Turismo 4                  | Pierre "Snake" Lenoire       | Thibault "Carter" Lacombe | Arnaud "Lucky" Lacombe      | Jean-Philippe "Phenicks" Lacombe |

### 2006
| 2006                            | Gold                   | Silver                      | Bronze                 | 4th                         |
| Counter-Strike                  | Made in Brazil         | fnatic                      | ALTERNATE aTTaX        | Team 3D                     |
| WarCraft III: The Frozen Throne | Jae Wook "Lucifer" Noh | Ivica "Zeus[19]" Markovic   | Xiaofeng "Sky" Li      | Zdravko "Insomnia" Georgiev |
| Quake 4                         | Michael "winz" Bignet  | Alexey "Cypher" Yanushevsky | Ivo "Forever" Lindhout | Anton "Cooller" Singov      |
| Counter-Strike Donne            | Beat off the Best      | Les Seules                  | Hacker Victory         | SK Gaming                   |
| Pro Evolution Soccer 5          | Bruce "Spank" Grannec  | Moustafa "Myto" Menadi      | Yasin "Jinxy" Koroglu  | Song "Song" Xianzhi         |
| Gran Turismo 4                  | Pierre "Snake" Lenoire | Thibault "Carter" Lacombe   | Arnaud "Lucky" Lacombe | Daniel "Holl01" Holland     |
| Trackmania Nations              | Dorian "Carl" Vallet   | Manuel "Baiy000r" Baier     | Pascal "gaLLo" Jäger   | Adrien "Dridrione" Auxent   |

### 2007
| 2007                            | Gold                      | Silver                    | Bronze                       | 4th                           |
| Counter-Strike                  | PGS.PokerStrategy.com     | Team NoA                  | fnatic                       | Made in Brazil                |
| WarCraft III: The Frozen Throne | Lee Sung "SoJu" Duk       | Olav "Creolophus" Undheim | Manuel "Grubby" Schenkhuizen | Jun "Lyn" Park                |
| Quake 4                         | Maciej "av3k" Krzykowski  | Anton "Cooller" Singov    | Michael "winz" Bignet        | Mikael "PURRI" Tarvainen      |
| Counter-Strike Donne            | SK Gaming                 | EHONOR                    | Be The Best                  | Unfinished                    |
| Pro Evolution Soccer 6          | Sven "S-Butcher" Wehmeier | Bruce "Spank" Grannec     | Mike "El Matador" Linden     | Almeida "Bubaloo" Jorge       |
| Trackmania Nations              | Freek "XenoGear" Molema   | Dorian "Carl" Vallet      | Simon "Lign" Ferreira        | Charles "selrahc37" Devillard |

### 2008
| 2008                            | Gold                                  | Silver                  | Bronze                   | 4th                  |
| Counter-Strike                  | PGS.MYM                               | eSTRO                   | fnatic                   | Mousesports          |
| WarCraft III: The Frozen Throne | Du-Seop "WhO" Chang                   | Li "Sky" Xiaofeng       | Zhuo "TeD" Zeng          | Seo Woo "ReiGn" Kang |
| Quake 3                         | Alexey "Cypher" Yanushevsky           | Marcel 'K1llsen' Paul   | Shane "Rapha" Hendrixson | Fan "Jibo" Zhibo     |
| Counter-Strike Donne            | SK Gaming                             | emuLate                 | EHonor                   | MeetYourMakers       |
| Trackmania Nations              | Kalle "Frostbeule" Moertlund Videkull | Freek "XenoGear" Molema | Simon "Lign" Ferreira    | Dorian "Carl" Vallet |
| Defense of the Ancients         | Zenith                                | KingSurf                | MeetYourMakers           | Evil Geniuses        |

### Masters of Paris
| 2008 Masters of Paris           | Gold                        | Silver                  | Bronze                               | 4th                    |
| Counter-Strike                  | Mortal Teamwork             | fnatic                  | Mousesports                          | Roccat                 |
| WarCraft III: The Frozen Throne | Jae Ho "Moon" Jang          | Li "Sky" Xiaofeng       | Yoan "ToD" Merlo                     | Du-Seop "WhO" Chang    |
| Quake 3                         | Alexey "Cypher" Yanushevsky | Magnus "fox" Olsson     | Maciej "av3k" Krzykowski             | Fan "Jibo" Zhibo       |
| Counter-Strike Donne            | Les Seules                  | SK Gaming               | Emulate                              | forZe                  |
| Trackmania Nations              | Simon "Lign" Ferreira       | Freek "XenoGear" Molema | Kalle "Frostbeule" Mörtlund Videkull | Pedro "Moriah" Barbosa |
| Defense of the Ancients         | SK Gaming                   | The Elder Gods          | MeetYourMakers                       | Evil Geniuses          |

### Masters of Athens
| 2008 Masters of Athens          | Gold                     | Silver                    | Bronze                   | 4th                         |
| WarCraft III: The Frozen Throne | June "Lyn" Park          | Jae Ho "Moon" Jang        | Yoan "ToD" Merlo         | Du-Seop "WhO" Chang         |
| Quake 3                         | Shane "Rapha" Hendrixson | Sebastian "Spart1e" Siira | Maciej "av3k" Krzykowski | Alexey "Cypher" Yanushevsky |

### 2009
| 2009 Masters of Cheonan         | Gold                          | Silver                     | Bronze                | 4th                    |
| Counter-Strike                  | fnatic                        | SK-Gaming                  | Mousesports           | Alchemists             |
| WarCraft III: The Frozen Throne | Pedro "LucifroN" Moreno Durán | June "Lyn" Park            | Weiliang "Fly100%" Lu | Dmitriy "Happy" Kostin |
| StarCraft: Brood War            | Gregory "IdrA" Fields         | Oleksii "White-Ra" Krupnik | Ji-Soo "ToSsGirL" Seo | Minglu "Super" Zhang   |
| Special Force                   | ITBANK Razer                  | eSTRO                      | ITBANK teenager Razer | END                    |
| FIFA Online 2                   | Kim Jung-Min                  | Lee Woo-Young              | Yang Jin-Mo           |                        |

### 2010
| 2010                            | Gold            | Silver             | Bronze                 | 4th                        |
| Counter-Strike                  | Natus Vincere   | SK Gaming          | Mortal Teamwork        | Frag eXecutors             |
| WarCraft III: The Frozen Throne | June "Lyn" Park | Jae Ho "Moon" Jang | Sung sik "ReMinD" Kim  | Happy                      |
| Quake Live                      | Rapha           | av3k               | Anton "Cooller" Singov | Dahang                     |
| Counter-Strike Donne            | SK Gaming       | fnatic             | Millennium             | Mousesports                |
| Trackmania                      | Bergie          | Moria              | YoYo                   | Carl                       |
| Defense of the Ancients         | EHOME           | DTS                | MeetYourMakers         | Nirvana                    |
| FIFA 2010                       | Astank          | Pires              | Andrei                 | Quinzas                    |
| Need for Speed: Shift           | Steffan         | Husky              | Sliver                 | lecho                      |
| Super Street Fighter IV         | Jwong           | Marn               | Luffy                  | Sun Woo "Infiltration" Lee |
| Guitar Hero 5                   | Banobi          | CNB.Luckysonic     | vVv Smokyprogg         | Kyu Hwan "TeamTest" Han    |

### 2011
| 2011                           | Gold                       | Silver                           | Bronze                     | 4th                          |
| StarCraft II: Wings of Liberty | Ilyes "Stephano" Satouri   | Grzegorz "MaNa" Komincz          | Jung-Hoon "MarineKing" Lee | Manuel "Grubby" Schenkhuizen |
| Counter-Strike                 | SK Gaming                  | Natus Vincere                    | Mousesports                | AGAiN                        |
| Counter-Strike Female          | UBINITED                   | Millennium                       | Moscow Five                | Gamerhouse                   |
| Counter-Strike: Source         | VeryGames                  | CKRAS                            | Check-six                  | Dynamic                      |
| TrackMania Forever             | Erik 'hakkiJunior' Leštach | Marek 'tween' Pacher             | Yoann 'YoYo' Cook          | Tim 'Spam' Lunenburg         |
| Dota 2                         | Natus Vincere              | EHOME                            | GamersLeague               | monkeybusiness               |
| FIFA 11                        | Adrien "Aquino" Viaud      | Rafael "Ralfitita" Riobó Sánchez | Francisco "Quinzas" Cruz   | Koen "k0entj92" Weijland     |

### 2012
| 2012                                   | Gold                      | Silver                 | Bronze                          | 4th                           |
| StarCraft II: Wings of Liberty         | Grzegorz "MaNa" Komincz   | Park "fOrGG" Ji Soo    | Ilyes "Stephano" Satouri        | Grégory "NeOAnGeL" Ferte      |
| Dota 2                                 | Natus Vincere             | Team Dignitas          | Shiba Gaming                    | Imaginary Gaming              |
| ShootMania Storm                       | Colwn                     | Eclypsia               | GamersLeague                    | 287                           |
| TrackMania Nations Forever             | Tim "Spam" Lunenburg      | Marek "Tween" Pacher   | Carl-Antoni "CarlJr" Cloutier   | Adrien "Ned" Le Berre         |
| FIFA 13                                | Bruce "Spank" Grannec     | Ovidiu "Ovvy" Patrascu | Julien "Juliianooo" Dassonville | Abdulaziz "Alshehri" Alshehri |
| Tekken Tag Tournament 2                | Bae "Knee" Jae Min        | Park "Nin" Hyun Kyu    | Leonard "lion art" Y.H          | Eze "StarScream" Izundu       |
| Counter-Strike: Global Offensive       | Ninjas in Pyjamas         | Team VeryGames         | Area 51                         | n!faculty                     |
| Counter-Strike: Global Offensive Girls | UBINITED                  | Team ALTERNATE         | Reason Gaming                   | Imaginary Gaming              |
| TrackMania 2: Canyon                   | Kasperi "klovni" Aaltonen | Florian "oNio" Roschu  | Ludovic "Ludo" Marquet          | Côme "Cocow" Marquet          |

## Medagliere
| #   | Countries      | Gold | Silver | Bronze | Total |
| 1   | Francia        | 13   | 8      | 13     | 34    |
| 2   | Stati Uniti    | 9    | 6      | 6      | 21    |
| 3   | Corea del Sud  | 9    | 6      | 3      | 18    |
| 4   | Svezia         | 8    | 13     | 6      | 27    |
| 5   | Germania       | 4    | 4      | 8      | 16    |
| 6   | Paesi Bassi    | 4    | 1      | 4      | 9     |
| 7   | Polonia        | 4    | 2      | 2      | 8     |
| 8   | Danimarca      | 3    | 3      | 5      | 11    |
| 9   | Russia         | 2    | 3      | 5      | 10    |
| 10  | Ucraina        | 2    | 2      | 0      | 4     |
| 11  | Bielorussia    | 2    | 1      | 0      | 3     |
| 12  | Cina           | 1    | 4      | 7      | 12    |
| 13  | Brasile        | 1    | 4      | 0      | 5     |
| 14  | Spagna         | 1    | 1      | 2      | 4     |
| 15= | Norvegia       | 1    | 1      | 0      | 2     |
| 15= | Slovacchia     | 1    | 1      | 0      | 2     |
| 17= | Singapore      | 1    | 0      | 0      | 1     |
| 17= | Arabia Saudita | 1    | 0      | 0      | 1     |
| 18  | Austria        | 0    | 2      | 0      | 2     |
| 19= | Portogallo     | 0    | 1      | 1      | 2     |
| 19= | Italia         | 0    | 1      | 1      | 2     |
| 21= | Croazia        | 0    | 1      | 0      | 1     |
| 21= | Malaysia       | 0    | 1      | 0      | 1     |
| 21= | Romania        | 0    | 1      | 0      | 1     |
| 24= | Belgio         | 0    | 0      | 1      | 1     |
| 24= | Messico        | 0    | 0      | 1      | 1     |
| 24= | Serbia         | 0    | 0      | 1      | 1     |